# Kożuszki-Parcel
Kożuszki-Parcel [kɔˈʐuʂki ˈpart͡sɛl] est un village polonais de la gmina de Sochaczew dans le powiat de Sochaczew et dans la voïvodie de Mazovie.